# غاريت ستيفنسون
غاريت ستيفنسون (بالإنجليزية: Garrett Stephenson)‏ هو لاعب كرة قاعدة أمريكي، ولد في 2 يناير 1972 في تاكوما بارك في الولايات المتحدة.

## وصلات خارجية
- غاريت ستيفنسون على موقعبيزبول رفرنس.كوم (الدوري الرئيسي) (الإنجليزية)